# Chemins croisés (roman)
Pour l’article homonyme, voir Chemins croisés pour le film.
Chemins croisés (titre original : The Longest Ride) est le 17e roman de Nicholas Sparks, publié le 17 septembre 2013.

## Résumé
Après être resté coincé dans sa voiture à la suite d'un accident, la vie de Ira Levinson se retrouve liée à celle d'une étudiante en arts, Sophia Danko, et du cow-boy qu'elle aime, Luke. L'histoire est racontée depuis leurs trois points de vue.
Alors que Ira Levinson est coincé dans sa voiture à la suite d'un accident, sa veuve Ruth, décédée neuf ans auparavant, lui apparaît et il se rappelle la vie qu'ils ont partagée, leur rencontre à leur collection de tableaux en passant par les jours noirs de la Seconde Guerre mondiale.
À quelques kilomètres de là, la vie de Sophia, étudiante au Wake Forest College, est sur le point de changer lorsqu'elle rencontre un amour inattendu en la personne de Luke. Contrairement à tous ceux qu'elle a connu, Luke, lui, est cow-boy, fait du rodéo et aime prendre des risques. Ensemble ils vont connaître les joies de l'amour ainsi que les difficultés que Luke va rencontrer dans sa dangereuse carrière.
Ces deux couples n'ont rien en commun mais leurs chemins vont se croiser d'une intensité inattendue.

## Black Mountain College
Le livre s'inspire du Black Mountain College, une université libre d'arts où de grands noms en art moderne ont été formés. Les styles cités comprennent l'expressionnisme abstrait, le futurisme, le bauhaus, le cubisme et l'abstraction lyrique.
Auparavant dans le livre, Ira et Ruth Levinson ont visité le Black Mountain College lors de leur lune de miel et y ont rencontré des étudiants et artistes à l'exposition organisée par la faculté. Ira a acheté six tableaux pour Ruth, mais ce ne furent que les premiers d'une centaine de tableaux consacrés à l'art contemporain du XXe siècle. Les artistes évoqués comprennent Ken Noland, Ray Johnson, Robert Rauschenberg, Elaine de Kooning, Willem de Kooning, Susan Weil, Pat Passlof, Jackson Pollock, Jasper Johns, Andy Warhol et Pablo Picasso.

## Film
Le 10 avril 2015, 20th Century Fox, une adaptation cinématographique du livre sort dans les salles. Le film a été réalisé par George Tillman Jr. et le scénario adapté par Craig Bolotin. Sophia Danko est jouée par Brittany Robertson, Ruth par Oona Chaplin, Luke Collins par Scott Eastwood, le jeune Ira par Jack Huston, le commissaire-priseur par Barry Ratcliffe et le vieil Ira par Alan Alda.
Le tournage a eu lieu à Wilmington, Jacksonville et Winston-Salem et a commencé le 16 juin 2014.